# WWE SmackDown vs. Raw 2011
WWE SmackDown vs. Raw 2011 (aussi connu sous le diminutif de SVR 2011) est un jeu vidéo de catch édité par THQ et développé par Yuke's Media Creation sur consoles PlayStation 2 (PS2), PlayStation 3 (PS3), PlayStation Portable (PSP), Wii et Xbox 360. C'est le tout dernier jeu de la série paru sous le titre officiel de WWE SmackDown vs. Raw.
WWE SmackDown vs. Raw 2011 est initialement commercialisé vers le 26 et 29 octobre 2010. Le jeu est basé sur les branches professionnelles de la fédération World Wrestling Entertainment (WWE), Raw et SmackDown. L'édition 2012 du jeu ne sort pas sous le titre classique, WWE Smackdown vs. Raw, mais sous le titre de WWE '12.

## Jouabilité
Un des principaux changements dans le jeu est l'incorporation d'un nouveau système de physique qui permet aux objets d'être utilisés de façon plus réaliste, comme les adversaires impliqués dans les TLC matchs. Les tables sont désormais différemment brisées en fonction de l'impact qui leur sont imposées. À l'intérieur et à l'extérieur du ring, les échelles peuvent désormais être posées et déposées sur les cordes et les joueurs ont la possibilité de les utiliser pour attaquer et infliger des dégâts considérables à leurs opposants. Pour la première fois depuis l'origine WWE SmackDown! vs Raw, les chaises peuvent être projetées contre les adversaires.
Les premières images du jeu de catch SmackDown vs. Raw 2011 ont enfin été diffusées par son éditeur, THQ.
Pour la première fois depuis WWE SmackDown! Here Comes the Pain, les catcheurs pourront lancer les chaises sur leurs adversaires. 
De plus, certaines images sont déjà en diffusion sur certains sites internet.
Le mode Road to WrestleMania (ou "Mode histoire") est de nouveau présent, avec les scénarios de Rey Mysterio, Christian, Chris Jericho et John Cena. Un cinquième mode histoire permet au joueur de choisir entre Kofi Kingston, R-Truth, Johnny Morrison, Dolph Ziggler ou une superstar créée pour tenter de mettre fin à la série d'invincibilité de The Undertaker à WrestleMania.
Au total, 22 arènes sont proposées dans le jeu incluant - Backlash, Bragging Rights, Breaking Point, The Bash, Druid Arena, ECW, Elimination Chamber, Extreme Rules, Hell in a Cell, Judgment Day, Night of Champions,*NXT, Raw, Royal Rumble, SmackDown, SummerSlam, Superstars, Survivor Series, TLC, Tribute to the Troops, WCW Nitro* et WrestleMania XXVI.

## Personnages et titres
Le roster a été en partie révélé un mois avant la sortie du jeu, présentant 25 superstars de SmackDown et 36 de Raw (divas comprises), ainsi que 8 légendes. Un total record de 73 personnages (dont 63 sont sûrs d'être jouables, le jeu comportant également des personnages pouvant uniquement être managers).
Six superstars présentes dans le jeu en tant que catcheur de Raw ou SmackDown ont, depuis, quittées la fédération et incluent Batista, Mike Knox, Matt Hardy, Mickie James, Shelton Benjamin, Shawn Michaels et Chris Jericho étant revenu à la fédération. Sur tous les catcheurs annoncés, 18 n'étaient pas présents dans l'édition de 2010. Deux personnalités sont également présentes sous le rôle de managers, Hornswoggle et Paul Bearer. Plusieurs catcheurs ne sont pas présents dans le jeu alors que, pendant toute l'année 2010 (ou du moins, une partie), ils étaient intégrés dans les rosters principaux de WWE Raw et WWE SmackDown ; cela fait peut-être suite à une trop forte inactivité malgré une présence régulière dans des émissions mineures en tant que superstars de la WWE.

## Développement
WWE SmackDown vs. Raw 2011 a été originellement annoncé, en même temps que le jeu vidéo WWE All Stars, à l'E3 en juin 2010 par THQ. Une démonstration jouable a été exposée à l'E3 avec Randy Orton, The Undertaker, Chris Jericho et The Miz en tant que joueurs disponibles. SvR 2011 est le premier jeu de la série depuis WWE SmackDown vs. Raw 2007 à ne pas paraître sur Nintendo DS. Les éditions spéciales du jeu incluant The Undertaker, Bret Hart et Randy Orton ont été commercialisées, chacune d'entre elles offrant des contenus exclusifs, un livre à colorier et un DVD relatant chaque catcheur. Certains vendeurs offraient des bonus aux clients qui pré-commandaient le jeu incluant Bret Hart, les vêtements de The Undertaker (Ministry of Darkness) et l'arène du WWE Tribute to the Troops.
Trois packs de contenus téléchargeables ont été confirmés. Le premier pack, "Online Axxess", disponible ajoute Chris Masters, les costumes d'halloween de Kelly Kelly et de Rey Mysterio ainsi qu'un mode multijoueurs en ligne. Le second pack est commercialisé en Amérique du Nord et au Royaume-Uni le 21 décembre 2010. Ce pack contient les personnages jouables British Bulldog, Lex Luger, Layla et les membres de Nexus Wade Barrett, David Otunga, et Justin Gabriel avec de nouveaux vêtements pour Shad Gaspard et Shawn Michaels, ainsi que l'arène de la division NXT. Le troisième pack inclut des vêtements pour John Cena, The Undertaker et CM Punk avec l'arène WCW Nitro. THQ offre aux joueurs un pack nommé "Fan Axxess" pour acheter les deux derniers packs précédemment cités.
Le 25 janvier 2011, Bret Hart est disponible en tant que personnage jouable sur les versions Xbox 360 et PlayStation 3. Il a anciennement été exclus du pack "Fan Axxess" de THQ.

## Accueil
Greg Miller d'IGN attribue à la version PlayStation 3 et Xbox 360 du jeu un huit sur dix. Il met en avant le "mode Univers" du jeu et l'animation des catcheurs, mais critique les limitations du mode Road to WrestleMania ainsi que les commentaires pendant les matchs. En addition, il explique que les prises peuvent devenir « frustrantes ». Chris Watters de GameSpot attribue à la version Xbox 360 un sept sur dix, mettant en avant les options de modélisation du jeu, mais découvrant cependant une détection de collision et un lag durant le mode multijoueurs en ligne. Il clame également que « l'émission prend de l'âge ». Dharn, de Jeuxvideo.com, attribue une note générale de seize sur vingt mettant en avant les graphismes améliorés et le "mode Univers" avec son « contenu généreux ».